# Pseudoneureclipsis unguiculata
Pseudoneureclipsis unguiculata är en nattsländeart som beskrevs av Georg Ulmer 1930. Pseudoneureclipsis unguiculata ingår i släktet Pseudoneureclipsis och familjen fångstnätnattsländor. Inga underarter finns listade i Catalogue of Life.